# Lusthaus (Wien)

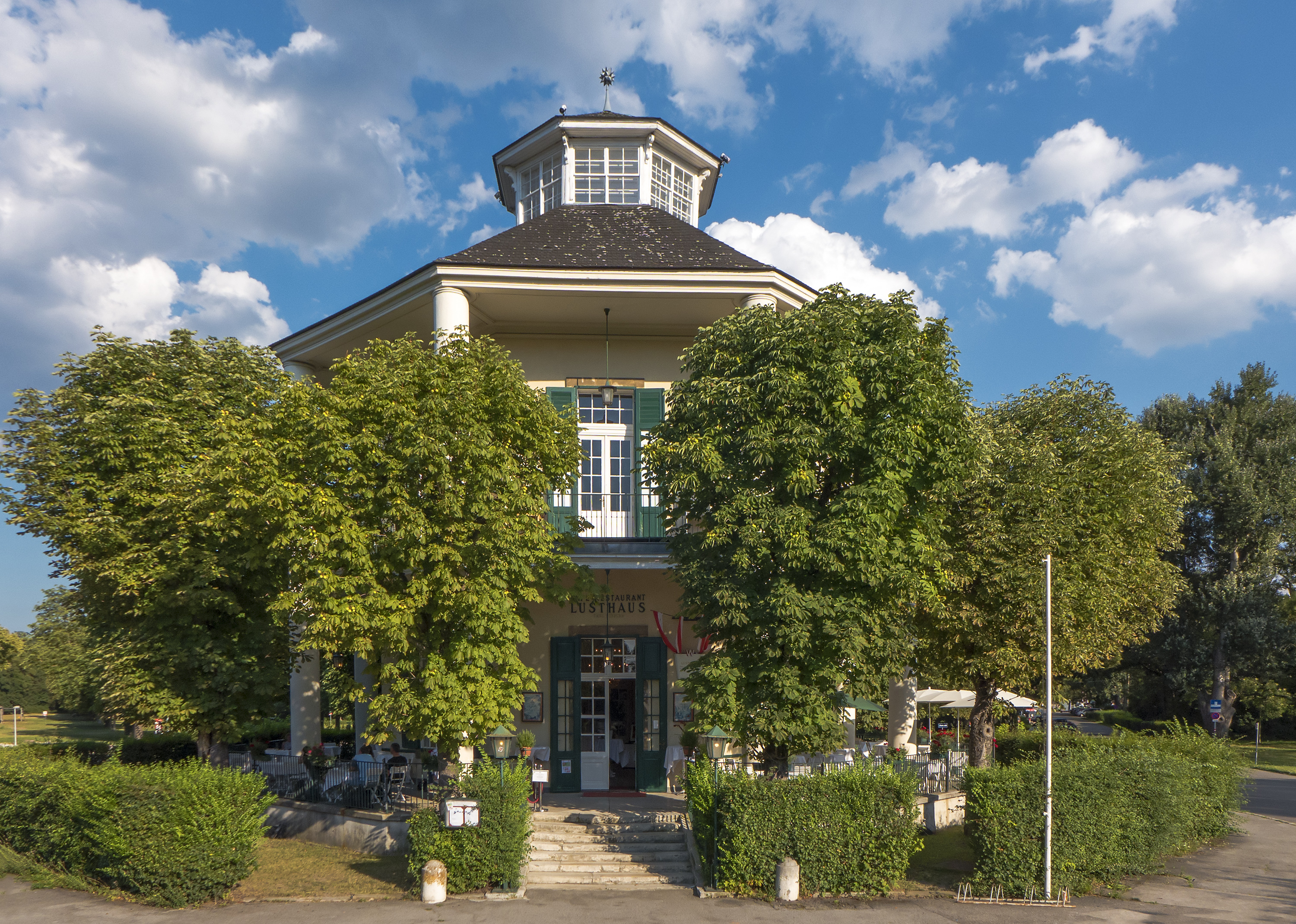
Das Lusthaus im Sommer

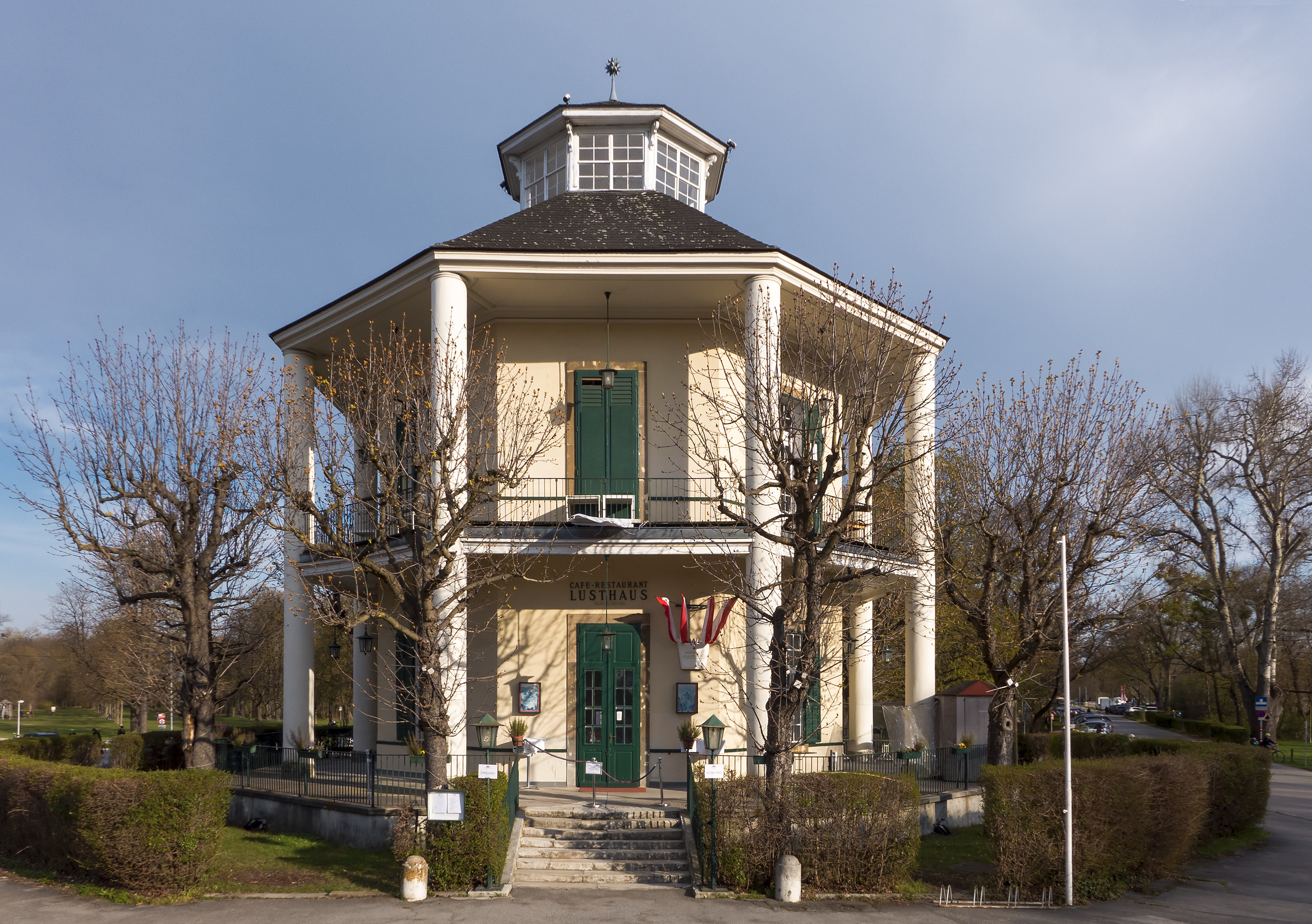
Das Lusthaus im Winter

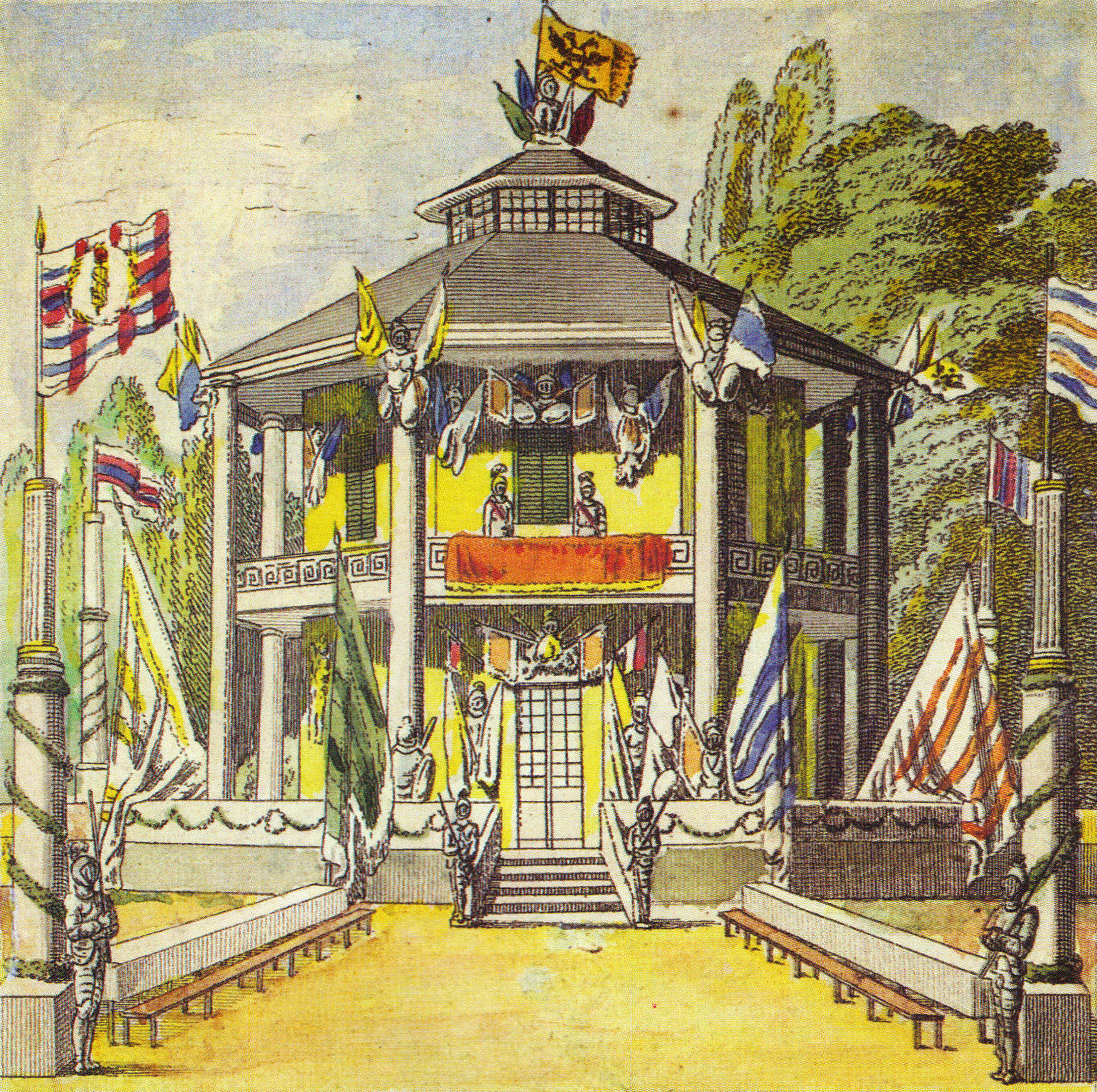
Das Wiener Lusthaus am 18. Oktober 1814, Radierung von Heinrich Friedrich Müller (festlicher Schmuck aus Anlass des Jahrestages der Völkerschlacht bei Leipzig)

Das Lusthaus ist ein historisches Gebäude im 2. Wiener Gemeindebezirk Leopoldstadt. Es befindet sich am südöstlichen Ende der Prater Hauptallee nahe der Galopprennbahn Freudenau.

## Geschichte
Erstmals erwähnt wurde es 1560 als Casa verde, das „grüne Lusthaus“ im Wiener Prater, dem damaligen kaiserlichen Jagdgebiet, und diente als Jagdhaus. Es wurde genau dort errichtet, wo die 1538 fertiggestellte Hauptallee ans Wiener Wasser stieß. Seit 1834 der Donaukanal verlegt wurde, steht das Lusthaus nicht mehr am Wasser.
Nach der Öffnung des Praters für die Bevölkerung 1766 wurde das Lusthaus in den Jahren 1781 bis 1783 nach Plänen von Isidore Canevale neu erbaut. Es diente mehrmals großen Festlichkeiten, wie zum Beispiel der großen kaiserlichen Feier zum ersten Jahrestag der Völkerschlacht bei Leipzig, bei der Napoleon vernichtend geschlagen worden war.
Im 19. Jahrhundert war das Lusthaus, wie der gesamte Prater, beliebter Treffpunkt von Adel und Bürgertum. Während des Ersten Weltkriegs war die militärische Brückenwache im Lusthaus einquartiert, welche die Donaubrücke vor Sabotage zu schützen hatte.
In der wirtschaftlich schlechten Zwischenkriegszeit kam es zu einer „Umschichtung“ des Publikums, es gab Barbetrieb mit Tanz und Musik. Im Zweiten Weltkrieg wurde das Lusthaus 1944 und 1945 durch Bombentreffer nahezu vollständig zerstört. 1948 wurde der Beschluss zum Wiederaufbau gefasst. Für die Instandsetzung des unter Denkmalschutz stehenden Objektes genehmigte die Gemeinde Wien im selben Jahr den Betrag von 350.000 Schilling. Beim Wiederaufbau wurde auf die Form des Gebäudes im 18. Jahrhundert zurückgegriffen. Im Oktober 1949 wurde das Lusthaus neu eröffnet. Heute befinden sich im Lusthaus ein Café sowie ein Restaurant.

Wiederaufbau ab 1948
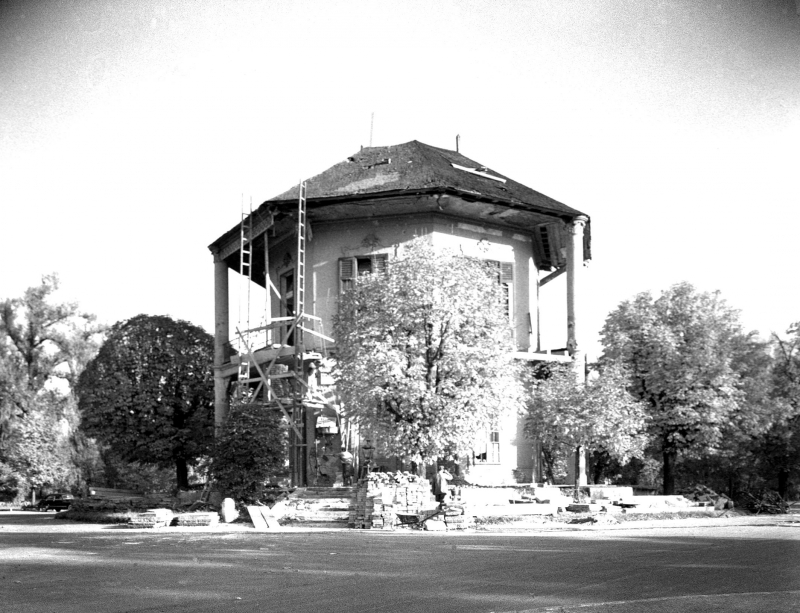
Gesamtansicht (Oktober 1948)
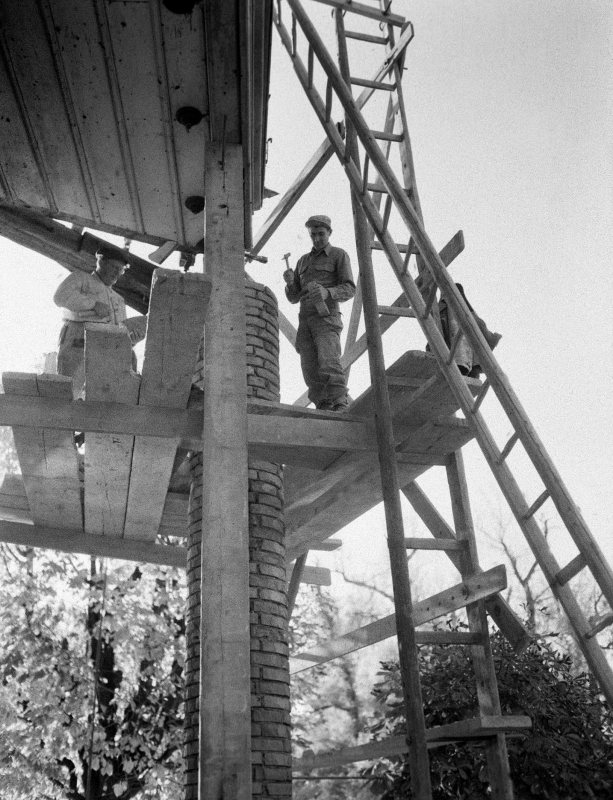
Detailansicht mit Arbeitern
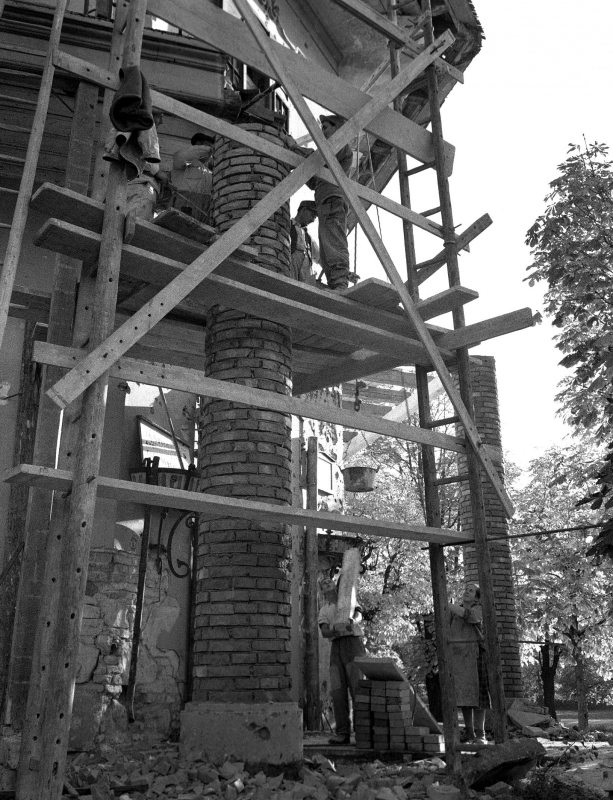
Detailansicht